# Ветеран МВС України
Ветеран Міністерства внутрішніх справ України — спеціальний статус установлений законом України «Про статус ветеранів військової служби, ветеранів органів внутрішніх справ і деяких інших осіб та їх соціальний захист» відповідно працівників, які бездоганно прослужили на службі в органах внутрішніх справ 25 і більше років у календарному або 30 та більше років у пільговому обчисленні (з яких не менше 20 років становить вислуга у календарному обчисленні) і звільнені в запас або у відставку відповідно до законодавства України або колишнього Союзу РСР чи держав СНД.
Ветеранам органів внутрішніх справ надаються пільги, та вручається нагрудний знак «Ветеран органів внутрішніх справ».